# 이건재
이건재(李建宰, 1975년 8월 13일~)는 대한민국의 반도체 재료공학자이자, KAIST의 석좌교수로, 소프트 전자기기, 자가발전 센서, 마이크로LED, 뉴로모픽 컴퓨팅, 레이저-물질 상호작용 분야의 연구로 알려져 있다. 그는 일리노이 대학교 어바나-샴페인에서 박사학위를 받았으며, 다양한 과학적 기여를 통해 Academic Award from MRS-K (2022), Deputy Prime Minister's Award (2021), Young KAST member (2018) 등을 수상하였다.

## 학력
- 1994년: 대원외국어고등학교 졸업
- 2006년: 일리노이 대학교 어버너-섐페인 캠퍼스에서 박사학위 취득

## 경력
- 2009 - 2018: 조교수 및 부교수, KAIST 신소재공학과
- 2020 - 현재: 석좌교수, KAIST 신소재공학과

한국과학기술원

## 수상 내역
- 2022: 한국재료학회 학술상
- 2022: '2022 KAIST Impact Research Award' KAIST 공학계열 상위 1% 인용
- 2021: 부총리상 수상
- 2019: '2019 KAIST Technology Innovation Award'
- 2019: '2019 KAIST Impact Research Award' KAIST 공학계열 상위 1% 인용
- 2018: Young KAST member
- 2017: Nano Convergence 우수 논문상
- 2017: KAIST Institute Fusion Research Award
- 2015: 'Advanced Materials Scientist Award', International Association of Advanced Materials (스웨덴)
- 2015: '2014 KAIST Top 10 Research Award'
- 2014: 미래창조과학부 장관상 수상
- 2012: '2012 Merck Young Scientists Awards', International Meeting on Information Display (IMID, 8월)
- 2010: Thin Film Nanogenerator, 'Top 10 Lifestyle Innovation Technology', 동아사이언스
- 2009: George Smith Award, IEEE Elect. Dev. Lett. 2008년 최우수 논문상

## 연구 분야
이건재 교수의 현재 연구 분야는 다음과 같습니다:
- 유연한 압전 음향 센서
- 유연한 GaN/GaAs 마이크로LED: 디스플레이 및 생의학 응용
- 유연한 Large Scale Integration(LSI)
- 유연한 메모리: 멤리스터 및 상변화 메모리
- 유연한 전자기기를 위한 레이저 재료 상호작용
- 신축성 있는 헬스케어 센서
- 자가발전 유연 전자 시스템

## 학회 활동
이건재 교수는 다음과 같은 학술 기구에서 활동하고 있다:
- Adv. Mater. (Wiley, IF 29.4) - 편집 위원
- 2018 Chair of NGPT - International Conference of Nanogenerators and Piezotronics, 서울, 한국
- 한국재료학회 (Korean MRS) - 이사
- 대한금속·재료학회 (Korean Institute of Metals and Materials) - 학술위원
- 대한금속·재료학회 - 재료마당 편집위원
- 한국전기전자재료학회 (Korean Institute of Electrical and Electronic Material Engineers) - 이사
- ICAE (International Conference on Advanced Electromaterials) - 조직위원 & 이사
- ENGE (International Conference on Electronic Materials and Nanotechnology for Green Environment) - 조직 위원
- 한국반도체학술대회 나노분과 - 위원
- 국가과학기술연구회 IoT 및 웨어러블 기기 융합클러스터 - 위원
- 미국 재료 연구 학회 (Material Research Society, MRS) - 멤버

## 연구 경력

### 자가 발전 장치 및 센서
- 자가 발전 유연한 압전 음향 센서 및 건강 관리 센서
- 유연한 압전 에너지 하베스팅 소자

### 레이저 물질 상호작용
- 유연한 전자공학 및 나노물질을 위한 레이저 물질 상호작용
- 유연한 전자 및 디스플레이를 위한 레이저 리프트오프

### 유연한 무기질 마이크로LED
- 디스플레이 및 생의학 응용을 위한 유연한 GaAs/GaN 마이크로 LED
- 생체 내 생의학 응용을 위한 유연한 전자공학

### 신경 메모리 소자 (멤리스터, 상변화 메모리)
- 메모리스터 및 저전력 상변화 랜덤접근메모리(PRAM)
- 유연한 메모리(RRAM, PRAM 및 플래시 메모리)

### 재료 분석
- 주사 전자 현미경 (SEM), 투과 전자 현미경 (TEM)
- 2차 이온 질량 분석기 (SIMS), 라만 분광법
- 원자력 현미경 (AFM), X-선 회절 분석, X-선 광전자 분광계 (XPS)

### 마이크로팹리케이션 및 전기적 특성 측정
- 나노 패터닝 (50 - 100 nm) 및 소프트 리소그래피
- 반도체 재료의 박막 성장
- 건식 식각: 유도 결합 플라즈마 식각 (ICP)
- EL, PL, CIE 및 전력 강도의 LED 측정
- RRAM, PRAM 및 플래시 메모리 측정 (CV & IV)

## 연구 목록 (선별적)
1. MA Meitl, ZT Zhu, V Kumar, KJ Lee, X Feng, YY Huang, I Adesida, ... "Transfer printing by kinetic control of adhesion to an elastomeric stamp," Nature materials 5 (1), 33-38, 1799 citations, 2006
2. JH Ahn, HS Kim, KJ Lee, S Jeon, SJ Kang, Y Sun, RG Nuzzo, JA Rogers "Heterogeneous three-dimensional electronics by use of printed semiconductor nanomaterials," Science 314 (5806), 1754-1757, 856 citations, 2006
3. KI Park, S Xu, Y Liu, GT Hwang, SJL Kang, ZL Wang, KJ Lee "Piezoelectric BaTiO3 Thin Film Nanogenerator on Plastic Substrates," Nano letters 10 (12), 4939-4943, 849 citations, 2010
4. RG Nuzzo, JA Rogers, E Menard, KJ Lee, D Khang, Y Sun, M Meitl, Z Zhu "Methods and devices for fabricating and assembling printable semiconductor elements," US Patent 8,664,699, 839 citations*, 2014
5. KI Park, JH Son, GT Hwang, CK Jeong, J Ryu, M Koo, I Choi, SH Lee, ... "Highly‐efficient, flexible piezoelectric PZT thin film nanogenerator on plastic substrates," Advanced materials 26 (16), 2514-2520, 816 citations, 2014
6. KI Park, M Lee, Y Liu, S Moon, GT Hwang, G Zhu, JE Kim, SO Kim, ... "Flexible Nanocomposite Generator Made of BaTiO3 Nanoparticles and Graphitic Carbons," Advanced materials 24 (22), 2999-3004, 730 citations, 2012

## 경력

### 2022 - 현재
- KAIST 석좌교수 (KAIST 지정 석좌교수)

### 2018 - 현재
- 석좌교수, 신소재공학과, KAIST
- 전략적 협력 연구개발 부문 책임자, 소재·부품·장비 분야
- 한국과학기술원 산학협력 프로그램(ILP) 책임자[6]
- 차세대 한국과학기술한림원 회원 (Young KAST)
- 인공지능 센서를 위한 인간 플러스 센터장
- 편집 자문위원, Advanced Materials (Wiley, 영향력 지수=29.4)
- 공동 창립자 및 자문위원, FRONICS Inc.[7]

### 2021 - 2023
- KAIST 대학-산업 연계 센터장 (산학협력 센터장)

### 2019 - 2020
- 방문 교수, 뇌과학연구소, 한국과학기술연구원 (KIST)

### 2009 - 2018
- 조교수 및 부교수, 신소재공학과, KAIST

### 2020년 8월
- 특별 편집자, Advanced Materials, 'KAIST 50주년 기념 특별호'

### 2019년 5월
- 특별 편집자, Nano Energy, '한국에서 열린 제4회 NGPT 특별호'

### 2018년 5월
- 제4회 국제 나노발전기 및 피에조트로닉스 컨퍼런스 의장

### 2013 - 2014
- 방문 교수, 하버드 의과대학, 보스턴, MA, 미국

### 2012 - 2015
- 연구소장, 유연 및 나노바이오 국립연구소

### 2011 - 2016
- 총괄 자문위원, KOLON, KOLON 라이프스타일 혁신 센터

### 2006 - 2008
- 반도체 설계 직원, 유니스탄티스 일렉트로닉스[8]